# Der Straßenbahner
Der Straßenbahner war eine österreichische Zeitschrift, die erstmals 1923 und das letzte Mal 1935 erschienen ist. Der Straßenbahner erschien vorerst unregelmäßig, ab dem Jahre 1925 zweimal monatlich an einem willkürlich gewählten Wochentag. Der Verleger der Zeitschrift war der Verein „Organisation der Straßenbahner Wiens“. Erscheinungsort war Wien.